# Nokia Browser
Nokia Browser (стилизовано NokiaBrowser) (ранее назывался Web Browser for S60 или S60 OSS Browser) — штатный мобильный браузер для смартфонов на платформе S60, изначально разрабатываемый компанией Nokia, разработка была передана 27 апреля 2011 года на аутсорсинг компании Accenture. Создан на основе браузерного движка WebKit. Браузер поддерживает воспроизведение Flash Video. Проект закрыт параллельно с закрытием проекта Symbian.

## Поддерживаемые стандарты и технологии
- HTML 4.01
- CSS 1,2,3
- RSS 1.0
- JavaScript 1.5[4]
- HTML5 <audio>: PCM, AAC, MP3
- HTML5 <video>: MPEG-4, H.264, poster image support[5]
- Application Cache for Offline resources
- HTML5 doctype
- HTML5 tree building
- XMLHttpRequest Level 2: Upload files
- Inline SVG
- inline MathML
- Basic WebSocket communication
- Web SQL Database
- Creating a Blob from a file
- Canvas 2D graphics
- Text support for Drawing primitives
- Geolocation API
- Web Storage API
- element.spellcheck
- Native binary data (Typed Array): ArrayBuffer, Int8Array, Uint8Array, Int16Array, Uint16Array, Int32Array, Uint32Array, Float32Array, Float64Array, DataView
- Cross-Origin Resource Sharing
- Cross-document messaging
- Sandboxed iframe
- Session history
- Asynchronous script execution
- Runtime script error reporting
- Text selection
- Scroll into view